# Janice Griffith
Janice Griffith (New York, 3 luglio 1995) è un'attrice pornografica statunitense.

## Vita privata

### Vicende giudiziarie
Nel dicembre 2014 l'attore e giocatore professionista di poker Dan Bilzerian venne citato in giudizio da Janice Griffith, che aveva gettato giù dal terrazzo di una casa la ragazza, nell'aprile 2014, con l'intento di farla atterrare in una piscina come parte di un servizio fotografico della rivista per adulti Hustler. La Griffith, però, atterrò male e colpì il bordo della piscina, rompendosi un piede. La allora diciottenne chiese a Bilzerian un risarcimento pari a 85.000 dollari, che rifiutò di pagare. Di conseguenza, Griffith intentò causa sia a Hustler che a Bilzerian, i cui legali risposero che la ragazza era sotto contratto e che quindi Bilzerian non poteva essere ritenuto responsabile dell'accaduto, tantomeno Hustler. Nel gennaio 2015 i legali di Hustler dichiararono l'incidente un "caso fortuito", affermando che nulla poteva essere imputato alla rivista circa l'infortunio della ragazza.

## Riconoscimenti
- XBIZ Awards
  - 2019 – Best Sex Scene - All Girl per After Dark con Ivy Wolfe[7]

## Filmografia
- Best of WebYoung: Sisters (2017)
- Anal Overdose (serie TV) (2017)
- MILF Ariella Ferrera Teaches Little Sister Ass to Mouth Resuscitation (2017)
- Tiny4k (serie TV) (2017)
- I Have a Wife (serie TV) (2016)
- Janice Griffith & Johnny Castle in I Have a Wife (2016)
- Let's Play (2016)
- Vixen.com (serie TV) (2016)
- Roommate Seduction (2016)
- Lubed (serie TV) (2016)
- Cupcake Facial (2016)
- Sex and Submission (serie TV) (2016)
- A Beautiful Whore (2016)
- Don't Break Me (serie TV) (2016)
- Janice Griffith's Extra Tiny Pussy (2016)
- Device Bondage (serie TV) (2016)
- The Pope vs Janice Griffith - A Toy Named Giggles (2016)
- The Upper Floor (serie TV) (2014-2016)
- The Squirting Nympho Slave's Apprentice (2016)
- Anal Models 2 (2016)
- Naughty Book Worms 42 (2016)
- Kink University (serie TV) (2014-2016)
- How to Fuck While Using Vibrators (2016)
- Hot and Mean (serie TV) (2014-2016)
- Massaging Mrs.Alexander (2016)
- Flesh Hunter 14 (2016)
- Pretty Young Tarts (2015)
- Everything Butt (serie TV) (2015)
- Wake Up and Smell the Roses Growing Out of Lea Harts Ass (2015)
- Hot Chicks Big Fangs 2 (2015)
- Teens Love Huge Cocks 6 (2015)
- Love, Sex & TV News (2015)
- Two Gorgeous Slave Girls Service Cock (2015)
- Pervs on Patrol (serie TV) (2015)
- Tiny Blonde Fucks Hotel Employee (2015)
- Swim Meet (2015)
- I Know That Girl (serie TV) (2015)
- Janice Says Thanks with a Blowjob (2015)
- Hardcore Heaven 2 (2015)
- Sisters Divided & Other Stories (2015)
- Big Tit Teases (2015)
- PornstarFantasy 2 (2015)
- Blonde's First Butt (2015)
- Bathroom Sluts (2015)
- I Am Eighteen 12 (2015)
- Just a Handjob, Right? (2015)
- Moms in Control 2 (2015)
- Moms Bang Teens 11 (2015)
- Au Naturale (2015)
- Black & Blue (2015)
- Anal Intensity 3 (2015)
- Sisters United & Other Stories (2015)
- Electrosluts (serie TV) (2014-2015)
- Trashy Young Recruits Punished in Electro-bootcamp (2015)
- Electro-Hazing the New Girl (2014)
- Lesbian Adventures: Older Women, Younger Girls 6 (2015)
- Babysitter Diaries 15 (2014)
- When Lust Takes Over (2014)
- Moms in Control (serie TV) (2014)
- January Frost Presents: BDSM Unbound, No Tools/No Ties (2014)
- It's Too Big! (2014)
- Sneaking In (2014)
- Tease Me POV 2 (2014)
- James Deen's Seven Sins: Wrath (2014)
- II Daddy Issues 3 (2014)
- Sex Kittens (2014)
- Dad's Point of View (2014)
- Squirt in My Face (2014)
- Moms Bang Teens (serie TV) (2014)
- The Tickler (2014)
- Lesbo Pool Party 3 (Video) (2014)
- Moms Teach Sex (serie TV) (2014)
- Make It Sexy (2014)
- Who's Your Daddy? 16 (2014)
- Swallow Me Whole (2014)
- Emma's Field Promotion (2014)
- A Young Girl's Desires 5 (2014)
- Latina Sex Tapes (serie TV) (2014)
- Deepthroat Queen Works the Pipe (2014)
- Cheerleaders Gone Bad 4 (2014)
- I Came on James Deen's Face (2014)
- The Cute Little Babysitter 3 (2014)
- James Deen's Seven Sins: Greed (2014)
- Penis Pixies (2014)
- Too Big for Teens 14 (2014)
- Money Talks (serie TV) (2014)
- Wild and Crazy (2014)
- Too Small to Take It All 7 (2014)
- James Deen's Sex Tapes: James' House (2014)
- Real Slut Party (serie TV) (2014)
- Sexy Send-Off! (2014)
- My Husband Brought Home His Mistress 4 (2014)
- Bullied Bi Cuckolds 25 (2014)
- Sexy Send-Off! (Video) (2013)